# Хемпстед (Нью-Йорк)
Хемпстед (англ. Hempstead), исторически — Саут-Хемпстед (англ. South Hempstead) — крупнейший из трёх городов округа Нассо (наряду с Норт-Хемпстедом и Ойстер-Бей) на острове Лонг-Айленд в штате Нью-Йорк, США. По данным переписи 2020 года, население города составило 793 409 человек, что составляет большую часть населения округа Нассо и делает его, самым густонаселенным среди всех городов со статусом таун в США.
Он занимает юго-западную часть округа, в западной части Лонг-Айленда. В состав города полностью или частично входят двадцать две объединенные деревни (одна из которых также называется Хемпстед).
Если бы Хемпстед имел статус города, он стал бы вторым по величине в штате после Нью-Йорка; он примерно в три раза больше Буффало, который долгое время был вторым по величине городом штата. Он бы занял 18-е место в стране между Сан-Франциско и Сиэтлом. Таким образом, Хемпстед является самым густонаселенным муниципалитетом в агломерации Нью-Йорка после самого Нью-Йорка.
В Хемпстеде также расположен кампус Университета Хофстра.

## История
Город был впервые заселен примерно в 1644 году после заключения договора между английскими колонистами Джоном Карманом и Робертом Фордхэмом и индейским племенем Ленапе в 1643 году. Хотя поселенцы были из английской колонии Коннектикут, патент был выдан правительством Новых Нидерландов после того, как поселенцы купили землю у местных туземцев. Эта сделка изображена на фреске в администрации деревни Хемпстед, воспроизведенной с плаката, посвященного её 300-летию.
В местных документах на голландском языке 1640-х годов и позже город неизменно назывался «Хемстед», и часть первоначальных 50 патентообладателей Хемпстеда были голландцами, что позволяет предположить, что Хемпстед был назван в честь голландского города Хемстеде, который находится недалеко от Харлема и Амстердама. Однако власти, возможно, голландифицировали имя, данное соучредителем Джоном Карманом, который родился в 1606 году в Хемел-Хемпстеде, Хартфордшир, Англия, на земле, принадлежавшей его предкам с XIII века.
В 1664 году поселение в новой провинции Нью-Йорк приняло Герцогские законы — строгие статуты, которые стали основой, на которой должны были быть основаны законы многих колоний. На какое-то время Хемпстед стал известен как «Самый Синий» в результате принятия «Синих законов».
Во время американской революции лоялисты на юге и сторонники Америки на севере вызвали в 1784 году раскол на «Норт-Хемпстед» и «Саут-Хемпстед». После включения в 1898 году боро Куинс в состав города Нью-Йорка и разделения округа Куинс в 1899 году с образованием округа Нассо, некоторые юго-западные районы Хемпстеда отделились от города и стали частью боро Куинс.
Ричард Хьюлетт, родившийся в Хемпстеде, служил подполковником британской армии под командованием генерала Оливера Де Ланси во время американской революции. После поражения британцев Хьюлетт покинул Соединенные Штаты вместе с другими лоялистами и поселился в недавно созданной провинции Нью-Брансуик, которая позже вошла в состав Канады. Поселение, основанное ими там называлось также называлось Хемпстед.
В 2024 году Хемпстед подал в суд на Нью-Йорк за введение платы за пробки в наиболее перегруженных частях Манхэттена. Руководитель города Дон Клевин утверждал, что плата за пробки является несправедливой по отношению к жителям пригородов Манхэттена.

## География

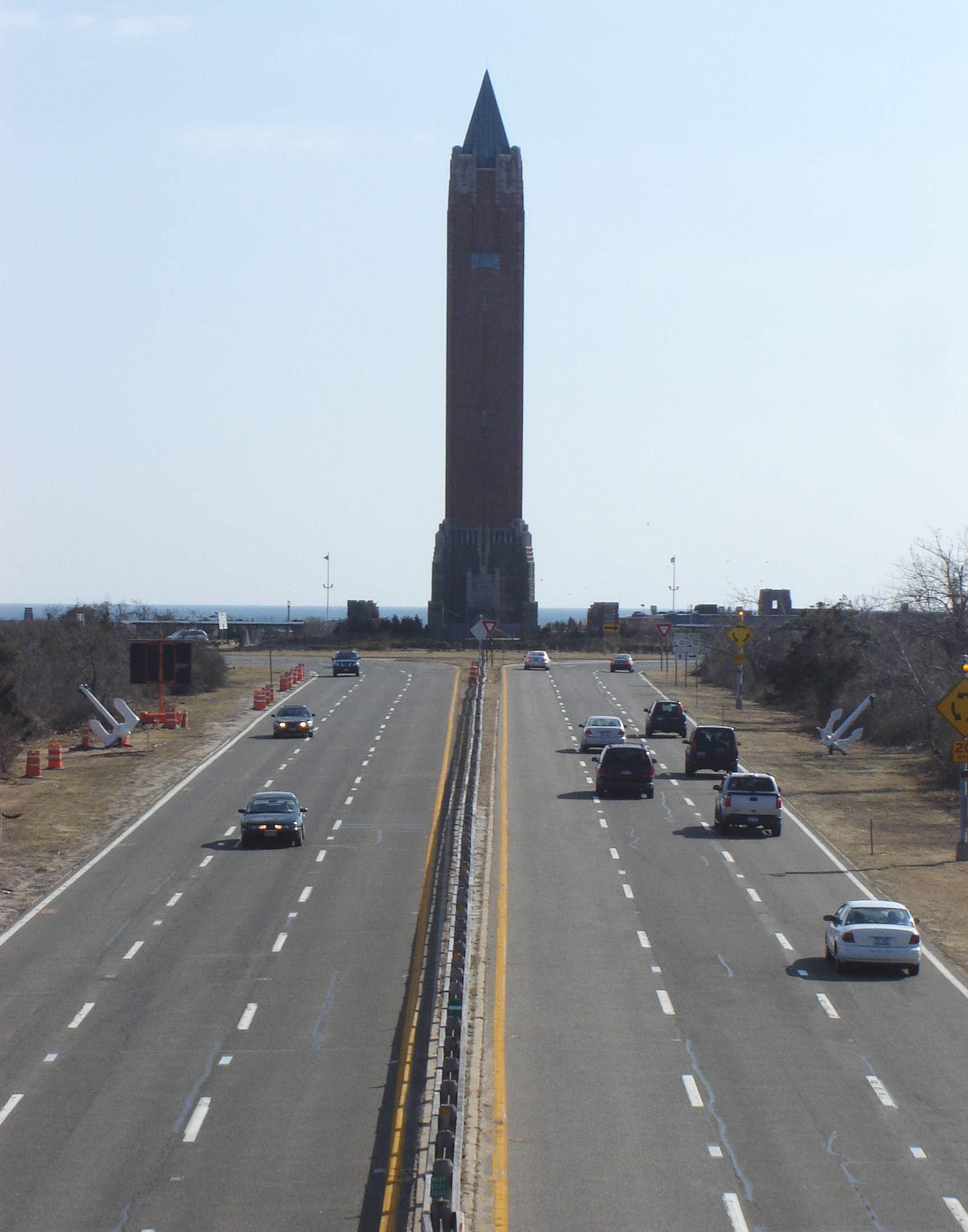
Водонапорная башня в государственном парке Джонс-Бич на бульваре Уанто.

По данным Бюро переписи населения США, город имеет общую площадь 495,5 км2, из которых 310,7 км2 занимает суша и 184,8 км2 (37,30%) — водная поверхность.
На западе город граничит с боро Куинс в Нью-Йорке. На севере граничит с городами Норт-Хемпстед и Ойстер-Бей. Граница проходит вдоль главной линии железной дороги Лонг-Айленда и вдоль Олд-Кантри-роуд в Гарден-Сити, направляясь на восток в сторону бульвара Уанто. Его восточная граница, также с городом Ойстер-Бей, проходит параллельно шоссе 107. К югу находится Атлантический океан, на побережье которого расположены поселения Атлантик-Бич, Лидо-Бич, Пойнт-Лукаут, государственный парк Джонс-Бич, а также город Лонг-Бич.
Государственный парк Джонс-Бич, расположенный в Хемпстеде, является самым популярным парком на восточном побережье США. Пляж является популярным местом отдыха среди жителей Лонг-Айленда и Нью-Йорка. В среднем пляж принимает около шести миллионов посетителей в год.

## Административное деление
В состав города 22 деревни и 38 посёлков:

### Деревни
- Айленд-Парк[англ.]
- Атлантик-Бич[англ.]
- Беллроуз[англ.]
- Валли-Стрим
- Вудсбург[англ.]
- Гарден-Сити[англ.] (частично в Норт-Хемпстеде)
- Ист-Рокуэй[англ.]
- Линбрук[англ.]
- Лоренс[англ.]
- Малверн[англ.]
- Минеола[англ.] (частично в Норт-Хемпстеде)
- Нью-Гайд-Парк (частично в Норт-Хемпстеде)
- Роквилл-Сентер[англ.]
- Саут-Флорал-Парк[англ.]
- Сидархерст[англ.]
- Стюарт-Мэнор[англ.]
- Хемпстед[англ.]
- Хьюлетт-Бэй-Парк[англ.]
- Хьюлетт-Нек[англ.]
- Хьюлетт-Харбор[англ.]
- Флорал-Парк[англ.] (частично в Норт-Хемпстеде)
- Фрипорт[англ.]

### Посёлки
- Барнем-Айленд[англ.]
- Беллроуз-Террас[англ.]
- Беллмор[англ.]
- Бетпейдж[англ.] (Частично в Ойстер-Бей)
- Болдуин[англ.]
- Болдуин-Харбор[англ.]
- Бэй-Парк[англ.]
- Вудмер
- Гарден-Сити-Саут[англ.]
- Ист-Атлантик-Бич[англ.]
- Ист-Гарден-Сити[англ.]
- Ист-Медоу
- Инвуд[англ.]
- Левиттаун[англ.]
- Лейквью[англ.]
- Лидо-Бич[англ.]
- Малверн-Парк-Оукс[англ.]
- Мансон[англ.]
- Меррик[англ.]
- Норт-Беллмор[англ.]
- Норт-Валли-Стрим[англ.]
- Норт-Вудмер[англ.]
- Норт-Линбрук[англ.]
- Норт-Меррик[англ.]
- Норт-Уанто[англ.]
- Ошенсайд[англ.]
- Пойнт-Лукаут[англ.]
- Рузвельт[англ.]
- Саут-Валли-Стрим[англ.]
- Саут-Хемпстед[англ.]
- Сифорд[англ.]
- Солсбери[англ.]
- Уанто[англ.]
- Уэст-Хемпстед[англ.]
- Харбор-Айл[англ.]
- Хьюлетт[англ.]
- Франклин-Скуэр[англ.]
- Элмонт
- Юниондейл

Кроме того, есть несколько территорий, которые не являются частью какой-либо деревни или статистические обособленной местности:
- Остров Джонс-Бич[англ.] и близлежащие необитаемые острова в Южном Ойстер-Бэй
- Небольшая территория между Линбруком и Роквилл-Сентром, на которой находится только Роквиллское кладбище.

## Население
Опрос американского сообщества 2019 года показал, что население города Хемпстед составляет 759 793 человека. Расовый и этнический состав города был следующим: 54,0% белых, 17,4% афроамериканцев, 0,3% коренных американцев или коренных жителей Аляски, 6,2% азиатов, 3,7% представителей двух и более рас и 20,9% латиноамериканцев любой национальности.
В городе насчитывалось 244 203 домохозяйства, а доля жилья, занимаемого владельцами, составляла 80,8%. Средний размер домохозяйства составлял 3,10 человек, а 22,7% населения составляли жители иностранного происхождения. В 2019 году Бюро переписи населения США подсчитало, что средняя стоимость жилья, занимаемого владельцем, составила 455 700 долларов, а средняя валовая арендная плата за арендованное жилье - 1678 долларов. Совокупный средний доход домохозяйства составлял 111 072 доллара, и 44 958 долларов на душу населения. Из населения в 2019 году 6,0% жили за чертой бедности.
По данным переписи 2010 года в городе проживало 759 757 человек, имелось 246 828 домохозяйств и 193 513 семей. Плотность населения составила 2432,9 чел./км2. Было 252 286 единиц жилья со средней плотностью 812,0 чел/км2. Расовый состав населения города составлял 59,9% белых, 16,5% чернокожих, 0,3% коренных американцев, 5,2% азиатов, 0,03% уроженцев островов Тихого океана, 4,5% представителей других рас и 2,2% представителей двух или более рас. Латиноамериканцы любой национальности составляли 17,4% населения.
В городе было 246 828 домохозяйств, из которых 36,5% имели детей в возрасте до 18 лет, проживающих с ними, 62,2% были супружескими парами, живущими вместе, 12,3% состояли из одинокой женщины-домохозяйки и 21,6% не были семейными. 18,1% всех домохозяйств состояли из отдельных лиц, а в 9,2% проживали одинокие люди в возрасте 65 лет и старше. Средний размер домохозяйства составил 3,02 чел, а средний размер семьи - 3,41 чел.
Возрастная структура населения была следующей: 25,4% жителей моложе 18 лет, 7,8% от 18 до 24 лет, 29,2% от 25 до 44 лет, 23,4% от 45 до 64 лет и 14,1% людей в возрасте 65 лет или старше. старшая. Средний возраст составил 38 лет. На каждые 100 женщин приходилось 92,3 мужчины. На каждые 100 женщин в возрасте 18 лет и старше приходилось 88,2 мужчин.
По оценкам 2007 года, средний доход домохозяйства в городе составлял 84 362 доллара, а средний доход семьи - 96 080 долларов. Средний доход мужчин составлял 50 818 долларов против 36 334 долларов у женщин. Доход на душу населения в городе составил 28 153 доллара. Около 4,0% семей и 5,8% населения находились за чертой бедности, в том числе 6,6% лиц в возрасте до 18 лет и 5,7% лиц в возрасте 65 лет и старше.

## Экономика
Штаб-квартира Lufthansa United States, начиная с 1970-х годов, располагалась в Ист-Медоу, после того как она переехала с Парк-авеню на Манхэттене, в целях экономики. По состоянию на 2019 год в офисе работало 206 сотрудников; в том же году штаб-квартира переехала в Юниондейл.
Одно время американский офис Swiss International Air Lines располагался в Юниондейле. Примерно в 2002 году авиакомпания переехала в Мелвилл, округ Саффолк.
Штаб-квартира Snapple ранее располагалась в Ист-Медоу. В настоящее время офисное помещение занимает Фонд борьбы с эпилепсией Лонг-Айленда. 

## Правительство

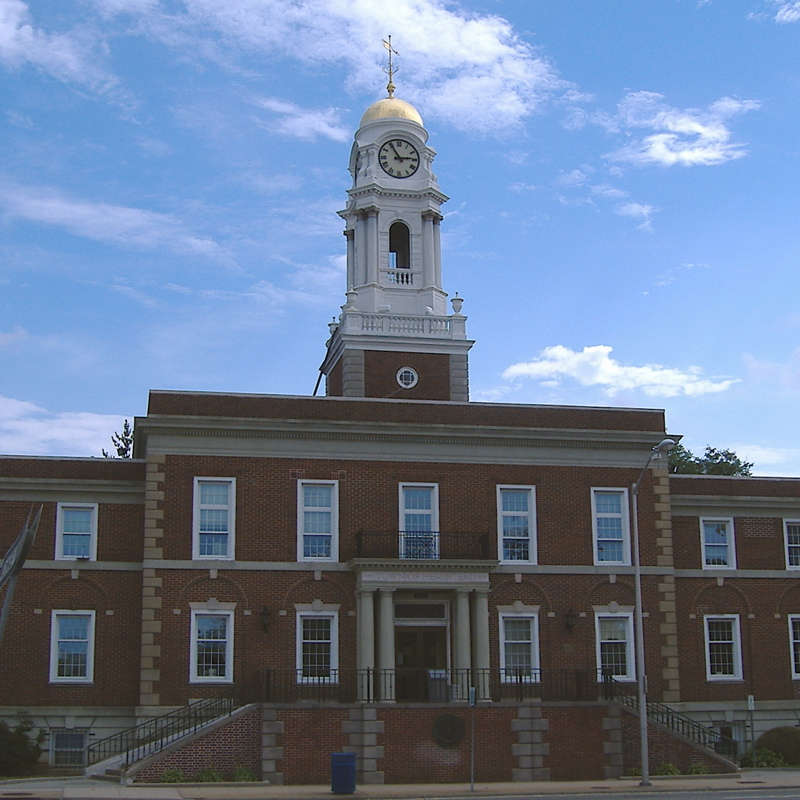
Старое здание мэрии Хемпстеда.

### Городское правительство
По состоянию на 2023 год город Хемпстед возглавляет Дональд Клевин-младший (R – Гарден-Сити). В обязанности председателя входит председательство на заседаниях городского совета и руководство законодательной и исполнительной ветвями власти. Также он отвечает формирование и исполнение городского бюджета. Одним из известных бывших руководителей был республиканец Альфонсо Д'Амато, который позже представлял штат Нью-Йорк в Сенате с 1981 по 1999 год.
| Имя                  | Партия          | Срок      |
| -------------------- | --------------- | --------- |
| должность образована |                 | 1993      |
| Грегори Петерсон     | Республиканская | 1993–1998 |
| Ричард Гуардино      | Республиканская | 1998–2003 |
| Кейт Мюррей          | Республиканская | 2003–2015 |
| Энтони Сантино       | Республиканская | 2016–2017 |
| Лаура Гиллен         | Демократическая | 2018–2019 |
| Дональд Кс. Клевин   | Республиканская | 2020–н.в. |

До 1994 года в городе также был председательствующий наблюдатель, который вместе с ним входил в состав тогдашнего главного государственного органа округа Нассо, Наблюдательного совета, вместе с руководителями городов Норт-Хемпстед и Ойстер-Бей и независимого города Лонг-Бич — ранее входившего в состав Хемпстеда до отделения в 1922 году — и Глен-Ков, который отделился от Ойстер-Бея в 1917 году. На собраниях руководителей выступал в качестве старшего должностного лица в правительстве города, а руководитель занимал младшую роль; ряд руководителей переходили на должность председательствующего руководителя всякий раз, когда эта должность становилась вакантной, в том числе Ральф Г. Касо и Фрэнсис Т. Перселл, оба позже стали руководителями округа, а затем Аль Д'Амато, впоследствии ставший сенатором. Наличие председателя-супервайзера в совете округа вместе с супервайзером дало Хемпстеду, самому густонаселенному из пяти городов округа, наибольшее влияние на этот орган. Однако в 1993–1994 годах федеральный судья постановил, что состав совета нарушает конституционный принцип «один человек — один голос», а также не обеспечивает представительства растущего количества этнических меньшинств. В результате этого постановления Наблюдательный совет был заменен законодательным органом округа, состоящим из 19 членов. Грегори П. Петерсон был последним председательствующим руководителем, поскольку эта должность была упразднена с роспуском совета округа. Нынешним сборщиком налогов является Джанин Дрисколл.

#### Городской совет Хемпстеда
Городской совет Хемпстеда состоит из шести членов с правом голоса, избираемых от муниципального округа. Их основной функцией является принятие годового бюджета, внесение изменений в городской кодекс и постановления о зонах застройки, принятие всех правил дорожного движения, а также рассмотрение заявлений об изменении зон и особых исключениях из кодексов зонирования.
По состоянию на 2023 год членами совета являются:
1. Дороти Л. Гусби (D – Хемпстед[англ.])
2. Томас Э. Мускарелла (R – Гарден-Сити[англ.])
3. Мелисса Миллер (R – Атлантик-Бич[англ.])
4. Лаура А. Райдер (R – Линбрук[англ.])
5. Крис Карини (R – Сифорд[англ.])
6. Деннис Данн старший (R – Левиттаун[англ.])

#### Другие выборные городские чиновники
Среди других выборных должностных лиц в городе - клерк и сборщик налогов. Клерк отвечает за выдачу свидетельств о рождении, браке и смерти и занимается ведением городского учета. Клерком в настоящее время является Кейт Мюррей. Сборщиком налогов является Джанин К. Дрисколл (R). В Хемпстеде также ранее существовали избираемые должности констебля, надзирателя по делам бедных, городского асессора, городского казначея, городских аудиторов, суперинтенданта автомагистралей, надзирателя общественного кладбища и мировых судей. Большинство этих функций были переданы другим ведомствам или стали неизбираемыми.

### Представительство на уровне штата и федерации
Хемпстед входит в состав 2-го и 4-го. Округ 2, ныне представленный Эндрю Гарбарино (R – Сейвилл), охватывает южную и восточную части города, а округ 4 охватывает юго-западные районы города и с 2023 года представлен Энтони Д'Эспозито (R – Айленд-Парк).
Хемпстед находится в некоторых частях 6-го, 7-го, 8-го и 9-го сенаторских округов штата Нью-Йорк. В настоящее время их представляют Кевин Томас (D), Джек Мартинс (R), Стивен Роудс (R) и Патрисия Канцонери-Фицпатрик (справа) соответственно.
Девять округов в палату представителей штата полностью или частично находятся на территории города. Это округа 12, 14–15 и 17–22. Членами собрания являются Джозеф Саладино (R), Брайан Ф. Карран (R), Майкл Монтесано (R), Томас Маккевитт (R), Тейлор Дарлинг (D), Дэвид Г. Макдоно (R), Мелисса «Мисси» Миллер; (R), Эдвард Ра (R) и Мишель Солаж (D) соответственно.

### Законодатели округа
От Хемпстеда избриается 12 законодателей округа Нассо. Это округа 1–8, 13–15 и 19. Законодателями, которые в настоящее время представляют эти округа, являются:
1. Кеван Абрахамс
2. Сиела Байно
3. Кэрри Солаж
4. Дениз Форд
5. Дебра Мул
6. К. Уильям Гейлор, III
7. Говард Копел
8. Винсент Мускарелла
9. Томас МакКевитт
10. Лаура Шефер
11. Джон Ферретти-младший
12. Стивен Д. Роудс[24]

### Город-побратим
12 сентября 2016 года Хемпстед подписал Декларацию о сотрудничестве с региональным советом Шомрон на контролируемом Израилем Западном Берегу. В состав совета входит 35 поселений. Пакт подписали произраильские члены совета Брюс Блейкман и Энтони Д'Эспозито, и руководитель Шомрона Йосси Даган.

## Транспорт

### Железная дорога
Основная линия железной дороги Лонг-Айленда проходит через северо-западную часть города от станции Беллроуз до Мериллон-авеню в Гарден-Сити. Ветка Хемпстед отделяется от главной линии во Флорал-Парке и проходит от станции Беллроуз до станции Хемпстед. Линия Уэст-Хемпстед проходит от станции Вэлли-Стрим на северо-востоке до станции Уэст-Хемпстед. Дальше на юг города линия Бабилон проходит от Нью-Йорка до южных частей города Ойстер-Бэй между станциями Вэлли-Стрим и Сифорд. Кроме того, линия Фар-Рокауэй ответвляется от Вэлли-Стрим и поворачивает на юго-запад от этой станции через Инвуд, прежде чем, наконец, снова войти в город в районе Рокауэй. К востоку линия Лонг-Бич отделяется от Линбрука и уходит на юго-восток в Лонг-Бич.

### Автобусное сообщение
Хемпстед обслуживается автобусными маршрутами Nassau Inter-County Express, хотя некоторые автобусные маршруты MTA ходят в округ Нассо из Куинса. В городе Лонг-Бич также есть отдельное автобусное сообщение.